# Acrocercops bifrenis
Acrocercops bifrenis är en fjärilsart som beskrevs av Edward Meyrick 1918. Acrocercops bifrenis ingår i släktet Acrocercops och familjen styltmalar. Inga underarter finns listade i Catalogue of Life.